# ダニング＝クルーガー効果

大学の試験における、自己評価による実績の平均値と実際の成績の平均値との相関図。赤の領域は、成績下位の集団が自分の能力を過大評価する傾向にあることを、緑の領域は上位の集団では正反対になることを示している。それでも下位集団の自己評価が上位集団の自己評価を上回っているわけではない

ダニング＝クルーガー効果（ダニング＝クルーガーこうか 英: Dunning–Kruger effect）とは、ある特定の分野において能力の限られた人が、自分の能力を過大評価してしまうという認知バイアスのことである。ジャスティン・クルーガーとデイヴィッド・ダニングによって1999年に初めて論述された。能力の高い人については真逆の効果があるということ---すなわち自分の能力を卑下してしまうということ---をこの定義に含める論調も見られる。大衆文化においてダニング＝クルーガー効果は、特定の任務に熟練していない人限定の過大評価ではなく、知性の低い人に一般的な過大評価についての主張であると、しばしば誤解されている。
似たような研究は多数行われてきた。ダニング＝クルーガー効果はたいてい、自己評価を客観的な実績と比較することによって測定される。例えば、参加者はテストを受けてその後に自分の成績を評価をすることができるが、その後に本人の評価と実際の結果とが比較されるのである。当初の研究は、論理的推論や文法・社会技能に焦点を置いていた。それとは別の研究が幅広く多方面の課題にわたって行われてきた。そうしたものに、経済・政治・医療・運送・航空・空間記憶・学力試験・識字といった分野の技能が含まれている。
ダニング＝クルーガー効果の原因については意見が分かれている。
```
メタ認知
の説明によれば、成績下位者は、自身の成績と他者の成績との質的な違いを識別することができないため、自分の能力を誤判定してしまう。

統計モデル
は、
経験主義的な結論
を
統計学的な回帰効果
として、「自分は
人並み以上
である」と考えがちな一般的傾向に結び付けて説明する。このような見解の支持者の中には、ダニング＝クルーガー効果はほとんど統計学の産物だとする論調もある。

合理的モデル
は、自分の技量についての過度に肯定的な
アプリオリの思い込み
こそが誤った自己評価の源であると見なす。

そのほかの説に、成績下位者は、その多くがいかにも同様の技量的水準にあるために、自己評価がかえって難しくて間違えやすいのだと主張するものがある。
```

ダニング＝クルーガー効果がどこに当てはまるのか、効果にどれだけ説得力があり、さらに、その実際の効力もどれだけなのか --- についても意見が分かれる。不確かな自己評価によって人は潜在的に間違った決定に導かれやすくなり、適任ではない仕事を選択したり危険な行動に乗り出したりする。不確かな自己評価ゆえに、改善すべき自分の欠点と向き合うことからも遠ざけられかねない。ダニング＝クルーガー効果は観察結果以上にずっと悲観的な力を及ぼすだろう、と論じる批判者もいる。
2000年にクルーガーとダニングは、「彼らの慎み深い報告書」に記録された科学活動を称えるとして、諷刺的なイグノーベル賞を授与された。

## 定義
ダニング＝クルーガー効果は、特定分野において能力の低い人が、本人の能力にあまりにも肯定的な評価をする傾向であると定義される。このことはしばしば認知バイアスとして、すなわち、思考や判断の誤った作法に系統的に取り組んでしまう傾向として理解される。このことは、ダニング＝クルーガー効果の事例では、主に、特定分野において技量の低い人がその分野で自分の力量を評価しようとしているときに当てはまる。系統的な誤りは、自分の力量を高く過大評価してしまう傾向に、すなわち、自分自身を実像以上に有能であると理解してしまう傾向に関わってくる。
ダニング＝クルーガー効果はたいてい、特に、力量の水準の低い人の自己評価についての定義である。だが理論家によっては、定義を低い技量の人のバイアスに限定せずに、あべこべの効果についても論じている。すなわち、高い技量の人は他人の能力に対して比較的自分の能力を過小評価しがちだということである。この場合に間違いの元は、本人の技量についての自己評価であるはずがなく、他人の技量を肯定的に評価しすぎていることであろう。この現象は、偽の合意効果の一形態として理解することができる。すなわち、「どの程度までなら他人は自分の信念や立ち居振る舞いを共有してくれるのか」を過大評価しがちな傾向として理解してよい。
それらの定義にメタ認知の要素を含める研究者もいる。この見方によれば、ダニング＝クルーガー効果とは、所定の分野に不適格な人々は自分が不適格であることに無頓着になりやすいという命題なのである。すなわち、そのような人々は、自分が不適格であることが自覚できるようになるためのメタ認知的な能力が欠けているということである。このような定義は、ダニング＝クルーガー効果についての簡潔な説明にうってつけである。「適格性不足」には、適格性と不適格性との違いが弁別できないということもしばしば含まれる。このような理由のため、不適格な人は自分が不適格者であることが認識できないのである。これは時折り「二重の重荷」説と呼ばれており、なぜなら成績下位者は二つの重荷によって揺さぶられるからである。つまり、成績下位者は技量不足で、しかもこの不足に無自覚なのである。もう一方の定義は、自分の能力を過大評価しがちな傾向に集中するもので、メタ認知との関連性を、無理のない説明だが定義からは外れたものと理解する。このような不一致はお互い無関係ではない。なぜならメタ認知的な説明は議論の余地があるからである。ダニング＝クルーガー効果について多くの批判は、このような説明を標的にするが、成績下位者が自分の技量を過大評価しがちであるという経験主義的な結論は受け容れている。
一般人の間でダニング＝クルーガー効果はしばしば、知性の低い人は知性の高い人より自分の技量に自信を持っているという説だと誤解されている。心理学者のロバート・D・マッキントッシュとその同僚たちによれば、大衆文化においては「愚か者はあまりに愚かで自分たちが愚か者であることが分からない」という主張であると理解されているという。しかしダニング＝クルーガー効果は、概して知性面には当てはまらず、特定の課題における技量に当てはめられる。所定の技量を欠いた人は成績上位者と同じくらいに自信家であるという話でもない。というよりも、成績下位者は自分を過大評価するのだが、それでもその自信の高さは成績上位者のそれより下回っているということである。

## 測定・分析、課題の調査研究
ダニング＝クルーガー効果の最もありふれた測定方法は、自己評価を客観的な成績と比較することである。自己評価は時折り、実際の成績に矛盾しない「客観的能力」との対比で「主観的能力」と呼ばれる。自己評価は、成績が出る前後で行なってよい。事後の評価の場合、被験者は、自分が任務遂行中にどれだけの結果を出せたのかについて、独立した手懸りが得られない。したがって、この活動がテストに回答することへの参加だった場合、回答が正解だったかどうかのフィードバックはない。主観的能力と客観的能力の測定は、絶対的条件ないしは相対的条件によって行われる。絶対的条件で行う場合、自己評価と成績が客観的な基準に従って、例えば何問正解したかについて、測定される。相対的条件で行う場合、採点がピアグループと比較される。この場合に被験者は、他の被験者との相関で成績を評価するように頼まれる。例えば、自分が何パーセントの仲間に勝てたか見積もらせるというやり方によってである。ダニング＝クルーガー効果はどちらの例でも顕然としているが、相対的条件で測定した場合によりいっそう顕著になりやすい。これは、素点を予想するときの方が、自分の達成度をピアグループと比べて評価するときよりもたいてい正確である、ということを表している
研究者にとって主な関心の的は、つねに主観的能力と客観的能力の相関である。測定値の分析を単純化するために、客観的な成績がしばしば4つのグループに分けられる。4つのグループは、成績下位者からなる最下層の四分位数から始まり、成績上位者からなる最上層の四分位数まで上り詰める。最も強烈な効果が見られるのは、最下層の四分位数の被験者であり、相対的条件で測定したとき当人たちは上位半分の一角を占めたと考えがちだったのである。
ダニングとクルーガーによる当初の研究は、帰納・演繹・アブダクションといった論理的推論や英文法、ユーモアの理解力において、大学生の成績と自己評価を検証するものだった。調査は4回の研究にわたって、最下層の四分位数で得点した被験者が自分の成績と能力を過大評価するということを示した。彼らはテストの得点で12パーセンタイルの順位だったが、当人たちは62パーセンタイルの順位だと評価した。別の研究は、自己認識がどのようにして不確かな自己評価を惹き起こすのかについて焦点を当てるものだった。いくつかの研究は、不正確さの度合いは課題の種類に左右され、より技量に長けた被験者に変わると、不正確さも改善された。
全般的に見れば、ダニング＝クルーガー効果は、航空・経済・討論・チェス・運転・識字・医療・政治・空間記憶など、幅広い多方面の課題にまたがって研究されてきた
。多くの研究は学生に---例えば、学生たちが試験後に自分の成績の評価をするやり方に---焦点を当てた。いくつかの事例において、これらの研究は異なる国々からデータを収集して比較している。研究はしばしば研究室で行われた。その影響も設定を変えて検証された。火器や大規模なインターネット調査について猟師の知識を評価するという事例も含まれている。

## 説明の試み
さまざまな理論家が、ダニング＝クルーガー効果の根本的な要因を説明できるようなモデルを提示しようと試みてきた。ダニングとクルーガーによる独自の説明は、メタ認知能力の欠如のせいだとするものだった。この解釈は広くは受け入れられておらず、多くの代替案が学術書の中で論じられている。そのいくつかは、ある1つの特定の因子にだけ焦点を当てるが、それら以外は、さまざまな因子の組み合わせを要因としている。

### メタ認知モデル
メタ認知的な説明は、技能の習得の一部が、その技能の実績の良し悪しを見極めることから構成されるという考え方にかかっている。技能の水準が低い人は自分の実績を評価することができない。技能の水準が低い人はそういうことができるだけの判別能力をまだ習得できていないと仮定するのである。こうして技能の水準が低い人は、自分と他人の実績の差を質的に理解できないため、実像以上に自分を買い被るように信じ込んでしまうのである。この意味において、技能の水準が低い人は、自分の下手さ加減を受け入れられるようなメタ認知能力に不足しているのである。このモデルが「二重の重荷説」とか「下手くその二重負担」と呼ばれてきたのは、本来の不適格性という重荷がメタ認知的な能力不足という重荷と対になっているからである。メタ認知の欠如は、人の欠点を隠し通すことによって当人の上達を遅らせかねない。だから以上の話は、並みの技術の人よりも未熟な人が時として自信が高いのはどういうことかを説明するのに利用することができるのである。やっと人並みになるまでは自分の欠点に気付かない、という話である。
このような仮説を直接検証するため、メタ認知能力を測定しようとする試みが何度かなされてきた。稚拙な実務者はメタ認知的な感受性が乏しかったということを示す研究知見がいくつかあるが、その（感受性の）程度がダニング＝クルーガー効果を満足に説明することができるかどうかは定かでない。別の研究は、力量不足の人が、練達の人のものとメタ認知の経過が同質であるとはいうもの、知識不足であると結論付ける。メタ認知モデルについての回りくどい議論は、論理的推論を研修中の人はより正確に自己評価がしやすくなるという観察結果に基づいている。メタ認知モデルの多くの批判は、そのモデルが経験主義的な論証が不十分であり、代替モデルの方がもっとうまく説明できるとの考えである。

### 統計学モデルと「人並み以上効果」
異なる解釈はさらに心理学的な水準から排除され、ダニング＝クルーガー効果は単に統計学の産物にすぎないとした。その見方は、「平均への回帰」として名高い統計学的な効果によって経験主義的な結論を説明できるとする考え方に基づいている。この効果は、2つの変数が完全には相関しないときに起こる。極値をもつ標本が変数として抜き出されると、もう1つの変数にとって極値はさほど重要でなくなる。ダニング＝クルーガー効果について言えば、2つの変数とは実際の成績と自己評価による成績である。実際の成績が下位の1人が選ばれた場合、成績下位集団の残りは、成績の自己評価が高くなりがちである
ほとんどの研究者は、「平均への回帰」が関連性のある統計学上の効果であり、経験主義的な結論を解釈する際、考慮に入れなければならないということに同意している。ジル・ジニャックやマルチン・ザイェンコフスキのような理論家は、論を進めて、「平均への回帰」は、「人並み以上効果」のような別の認知バイアスと結びつければ、経験主義的な結論のほとんどを説明することができると論じている。この種の説明は時に「ノイズにバイアス」と呼ばれている。
人並み以上効果によると、人間はたいてい自分の能力や人柄・個性といった特徴を、人並み以上と評価しがちであるという。例えば知能指数の平均値は100だが、たいていの人は自分の知能指数は115だと考える。人並み以上効果は、あまりにも肯定的な見方がどのように技量に関わるのかを確認したりはしないので、ダニング＝クルーガー効果とは違っている。一方でダニング＝クルーガー効果は、この種の誤判定が成績下位者にどのようにして起こるのかに焦点を置いている。人並み以上効果は「平均への回帰」効果と対にすると、似たような傾向を示す。力量不足の人が自分の資質を過大に評価してしまうことも、熟練した人に逆効果が働いて過小に評価されることも、両方こうして説明できる。このことは、客観的な能力と自己評価された能力の相関を有する、実際の実験とほとんど変わらない模擬実験を用いて示すことができる。
このモデルの批判者には、所属先のピアグループに関連付けて自分の能力を評価したときにしかダニング＝クルーガー効果を説明することができない、という論調も見られる。だが客観的な基準に関連付けて自己評価を説明できるはずがない。ダニング＝クルーガー効果を「平均への回帰」効果と見做すことは単に問題のレッテルの張り替えにすぎず、どのような仕組みで回帰が惹き起こされるのかが説明されないとする反対意見もある。ニューファーらは統計学的な考察に基づいて、過度に肯定的な自己評価を行うだけの不動の傾向といったものは存在せず、「技量不足でそのことに無自覚」といったレッテルを貼ることができる人もごく僅かしかない、という結論に達した。サイエンスコミュニケーターのジョナサン・ジャリーは、「平均への回帰」効果は最初の論文とその続編にしか見受けられないと主張する。ダニングは、純粋に統計学的な説明は、しばしば学究的な結論を考察し損ねている、と記すと同時に、根本的な要因にかかわりなく自己認識の誤りは虚偽ではない、と付け加えて反論した。

### 合理的モデル
ダニング＝クルーガー効果の合理的モデルは、既述の「平均への回帰」効果を、統計学の産物としてではなく、アプリオリの思い込みの結果として説明する。成績下位者が好成績を期待している場合、このことが当人を過度の自己評価に導きかねない。合理的モデルは心理学的な解釈を用いており、その点がメタ認知モデルと異なっている。誤りが生じるのは、アプリオリの思い込みがあまりにも肯定的だからであって、自己評価を正しくすることができないからではない、との見方である。例えば、10問のテストに回答した後で、成績下位者は4問しか正解できなかったとき、たとえ当人が2問正解で5問不正解だったと分かっていても、残り3問については分からない。当人のアプリオリの思い込みが肯定的であるために、自ずと、残り3問も正解しただろうと仮定して、そこで自分の成績を過大評価してしまうのである。

### 成績の上位者と下位者の分布
別のモデルに、成績の上位者と下位者の分布の仕方を、誤った自己評価の源と見做すものがある。当モデルは、多くの成績下位者の技能の水準は非常に均一である、すなわち、「多くの人」が「技能の水準の底辺に積み上げられている」、とする仮定に基づいている。このために、多くの成績下位者にとって、同等の人たちとの相関で自己評価をすることはよりいっそう難しくなるであろう。当モデルによると、なぜ誤った自己評価を行う傾向が強化されるのかというと、メタ認知能力の欠如のせいではなく、このような認知能力が当てはめられる、より挑戦的な状況のせいだからである。このような解釈に対する批判の一つに、この種の技能水準の分布がきまって説明として利用可能だとする仮定そのものに反対するものがある。そのような分布は、ダニング＝クルーガー効果が調査されてきたさまざまな分野に見出しうるにもかかわらず、すべての分野で顕在化しているわけではない。もう一つの批判に、当モデルは、自己評価をピアグループとの相関で（つまり相対的基準で）測定するときでなければ、ダニング＝クルーガー効果を説明することができない、とする見方がある。実際、絶対的基準に相関して測定するときには見当外れになりかねないのである。

### 動機付けの欠如
さらに、経済学を背景とする理論家によって時々提起される説明があり、これによると、類似した研究の被験者は、正確な自己評価を行おうとする動機付けを持たないとする。こうした事例において被験者は、知的怠慢や、実験者に迎合しようとする願望がきっかけで、あまりにも肯定的な自己評価を下すのである。このような理由のため、いくつかの研究では、正確を期して追加の動機付けを併せて行なった。ある研究では被験者に対して、自己評価の正確さの度合いに基づいて、金銭的な対価を支払った。以上の研究は、統制された集団に比べて動機付けされた集団が正確さの点で顕著に好転したことを証明するのにしくじったのであった。

## 実際の効力
その他の心理学的な効果と比較すると、ダニング＝クルーガー効果の重大性と実際の効力については意見が分かれる。その深刻さについての主張は、いかにこの効果が、影響されやすい人々に、誰のためにもならない結果をもたらすような決断をさせるのかについてしばしば焦点を置いている。例えば、ジル・ジニャックやマルチン・ザイェンコフスキによると、ダニング＝クルーガー効果は、稚拙な実務家に不適格な職業に進ませることによって、長期間の効力を及ぼしうるという。老練な実務家であっても自分の技量を過小評価していれば、自分の力量以下のさほど将来性のない仕事に甘んじて、妥当な就労の機会を見す見す断念しかねない。別の例を挙げると、誤った決心は短期間にも影響を及ぼしうる。例えばパヴェルらは、自信過剰からパイロットが、適切な訓練も積まずに新型の飛行機を操縦したり、能力以上の機動飛行に参加したりしかねないと考えている。
救急医療は、自己の力量や治療の危機についての適正な評価が問題となるもう1つの分野である。リザ・テンアイクによると、見習い医師が自信過剰になりがちなのは、妥当な程度の指揮権や評価を得たと認められた時にちがいない。シュレッサーらは、ダニング＝クルーガー効果が、経済活動にも消極的な影響を及ぼしうると考える。例えばこれは、中古車のような商品の価格が、その品質について不安視する消費者によって値切られたとき、が当てはまる。自信過剰な買い手は自分の知識不足に無自覚なため、価格に直結する不具合や危険の可能性をすべて頭に入れているわけではないので、よりいっそう高値であっても進んで支払いしかねない。
これとは異なる意味合いが、調査員が相手の自己評価を頼りにしてその人の技能を審査するような分野の問題となる。このことは、例えばキャリアカウンセリングや、学生や専門家の情報リテラシー技能の評価といった仕事に普通のことである。ハリド・マームードによるとダニング＝クルーガー効果は、しばしばこのような自己評価が、根拠となる技能に見合っていないということを示している。このような自己評価は、この種のデータを収集するための方法論としては信用ならないという意味合いである。当該の分野にかかわらず、ダニング＝クルーガー効果にしばしば結びついたメタ認知的な無関心は、成績下位者が自己変革を遂げることを阻む。当人は自分の欠点の多くに無自覚なので、欠点に取り組んで克服しようとする動機がほとんど無いのだ。
ダニング＝クルーガー効果の報告がすべて否定的な面に焦点を当てているわけではない。肯定的な面に集中しているものもあり、例えば時には「知らぬが仏」ということもある。この意味において、人間は楽観主義によってあるがままの状況を積極的に受け入れやすくなり、現実離れした目標ですら自信過剰によって達成できるのである。否定的な面を肯定的な面と見分けるには、目標を実現するための2つの段階が関わりを持つといわれてきた。つまり、予備の計画と計画の実行である。ダニング曰く、自信過剰は、士気や元気を高めることにより、実行段階に有益となるかもしれない。しかしながら、不吉な前兆を無視したり、むやみに危険を冒したり、不測の事態に備えが出来ていなかったりしかねないので、準備段階においては有害となりうる、とのことである。例えば、戦闘当日の将官にとって自信過剰でいることは、部下の兵士にいっそうの励みとなるため、有利になりやすい。だが、戦闘の数週間前から自信過剰でいることは、予備部隊や追加の防具の必要性を無視することによって不利になりやすい。